# 西双版纳粗榧
西双版纳粗榧（学名：Cephalotaxus mannii）是三尖杉科三尖杉属的植物。分布于缅甸、印度、越南以及中国大陆的云南等地，生长于海拔740米至800米的地区，多生长在针阔混交林中，目前尚未由人工引种栽培。

## 别名
印度三尖杉（中国树木分类学），藏杉（中国裸子植物志）